# Commodore Computer Club
Commodore Computer Club è stata una rivista mensile italiana d'informatica dedicata ai computer Commodore, pubblicata da MiniSystems Italia (poi divenuta Systems Editoriale, e infine Systems Comunicazioni) e creata da Michele Di Pisa.
Lo stesso Di Pisa ne ha poi mantenuto il ruolo di Direttore Responsabile affidando la Direzione Esecutiva ad Alessandro de Simone.

## Storia
La testata è nata nel settembre 1982, come supplemento alla rivista Computer, la prima rivista informatica italiana distribuita in edicola.
Dal numero 9 scompare la dicitura di supplemento. Dal numero 85 (25 giugno 1991), venuti meno gli accordi di carattere legale con la Commodore, ha cambiato nome in Computer Club e dal numero 89 (25 novembre 1991) si è fusa con la testata Personal Computer diventando Personal Computer Club. In quest'occasione ha cambiato anche formato, passando da spillato a in brossura con costola rigida. In seguito la direzione è passata totalmente nelle mani di Michele di Pisa. La pubblicazione è definitivamente cessata nel 1995.
Prima di chiudere, la rivista ha vissuto una nuova incarnazione nel 1995 con inter.net, dando vita a una realtà che ha ricalcato in buona parte i successi di Commodore Computer Club. Nel 2003 inter.net venne sostituita da Open Source.

## Argomenti
Pur dichiarando in testata di rivolgersi agli home computer Commodore, la rivista in realtà si dedicò in larghissima parte ai soli possessori di Commodore 64, snobbando o addirittura ironizzando sui meno diffusi, ma comunque presenti, possessori di Commodore 16 e Plus/4 (macchine successive al C64 e con caratteristiche di programmazione più avanzate), nonostante la stessa Commodore Italiana spingesse per supportarli. Per tale motivo veniva all'epoca scherzosamente soprannominata "Commodore 64 Computer Club".
Tale scelta si rivelò più tardi deleteria per la stessa rivista, tanto che il tentativo di passaggio all'Amiga (macchina totalmente diversa sia per prezzo che per target utente) ebbe scarso successo. La drastica decisione di non parlare più del C64 presa nell'ultimo periodo ne decretò invece l'abbandono dei lettori.

## Primo Giovedini
Dal numero 55 al numero 74, nella parte inferiore dell'inserto centrale, vennero pubblicate le avventure a fumetti di Primo Giovedini, un pilota di aereo militare le cui storie sono ambientate in un mondo virtuale all'interno della memoria di un computer.
Il personaggio venne inventato da Marco Mietta. Andrea Paolini contribuì alla striscia pubblicata sul numero 63, e Barbara De Toffoli a quelle pubblicate dal numero 64 al numero 74.

### Lista degli episodi
- Galaxian invasion (CCC n. 55)
- Tutta colpa del Virus (CCC n. 56)
- Il sogno di Primo (CCC n. 57)
- Primo Giovedini alla scuola di Tom Bang (CCC n. 58)
- Un Amiga per il Presidente (CCC n. 59)
- La vita di Primo Giovedini (CCC n. 60)
- Una storia di "pirati" (CCC n. 61)
- Primo - Emulator (CCC n. 62)
- Vola al cinema! (CCC n. 63)
- Un serio inchiodamento (I file) (CCC n. 64)
- Un serio inchiodamento (II file) (CCC n. 65)
- Buon compleanno, Primo! (CCC n. 66)
- Pong! (I file) (CCC n. 67)
- Pong! (II file) (CCC n. 68)
- Guai per un "Tetris" (CCC n. 69)
- I regali di Natale (CCC n. 70)
- Primo - Compiler (I file) (CCC n. 71)
- Primo - Compiler (II file) (CCC n. 72)
- Gara di acrobazia (I e II file) (CCC n. 73)
- Gara di acrobazia (III e IV file) (CCC n. 74)

## Personaggi in copertina
Sulla copertina di alcuni numeri della rivista sono apparsi alcuni personaggi noti dell'epoca. Tra gli altri: Dario Baldan Bembo (CCC n. 1), Federica Moro (CCC n. 2), Mike Bongiorno (CCC n. 3), Gaetano Scirea, Giovanni Galli, Fernando De Napoli (CCC n. 35), Grace Jones (CCC n. 52), Cristina D'Avena (CCC n. 53), Jennifer Jason Leigh (CCC n. 58), Suzanne Somers (CCC n. 62), Dolph Lundgren (CCC n. 69).